# كيمياء حيوية

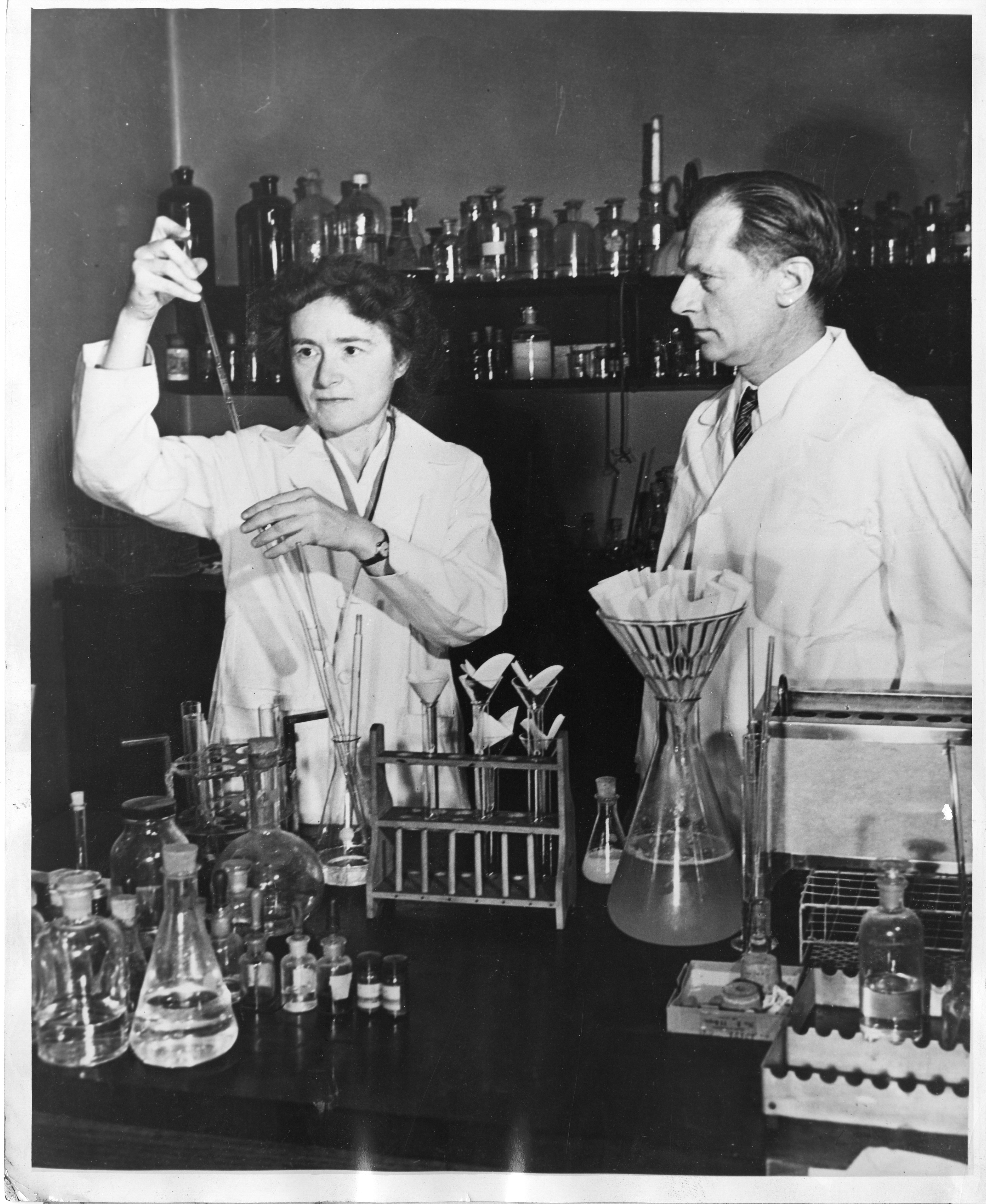
فازت جيتي كوري وكارل كوري بجائزة نوبل عام 1947 لاكتشافهما دورة Cori.

الكِيمياء الحيوية (النسبة إليها: كيموحيوي) أو بيوكيميائي هي أحد فروع العلوم الطبيعية وتختص بدراسة التركيب الكيميائي لأجزاء الخلية في مختلف الكائنات الحية سواء كانت كائنات بسيطة مثل (البكتيريا، الفطريات والطحالب) أو معقدة كالإنسان والحيوان والنبات. ويوصف علم الكيمياء الحيوية أحيانًا بأنه علم كيمياء الحياة وذلك نظرًا لارتباط الكيمياء الحيوية بالحياة، فقد ركز العلماء في هذا المجال على البحث في التفاعلات الكيميائية داخل الكائنات الحية على اختلاف أنواعها عن طريق دراسة المكونات الخلوية لهذه الكائنات من حيث التراكيب الكيميائية لهذه المكونات ومناطق تواجدها ووظائفها الحيوية فضلا عن دراسة التفاعلات الحيوية المختلفة التي تحدث داخل هذه الخلايا الحية من حيث البناء والتكوين، أو من حيث الهدم وإنتاج الطاقة. والتي تساعد بشكل كبير في فهم أنسجة وأعضاء ووظائف الكائنات الحية.
وتعد الكيمياء الحيوية نقطة التقاطع بين علم الكيمياء وعلم الأحياء، ويوجد ثلاثة أقسام رئيسية لعلم الكيمياء الحيوية وهي: علم الأحياء البنيوي، علم الانزيمات، والأيض (علم عمليات البناء في الجسم). وعلى مدى العقود الأخيرة من القرن العشرين، نجحت الكيمياء الحيوية من خلال هذه التخصصات الثلاثة في شرح معظم العمليات الحيوية في الإنسان والحيوان والنبات. ويجري الكشف عن جميع مجالات علوم الحياة تقريبا وتطويرها من خلال منهجية وبحوث الكيميائية الحيوية.
ترتبط الكيمياء الحيوية ارتباطًا وثيقًا بعلم الأحياء الجزيئي، وهي دراسة الآليات الجزيئية التي بواسطتها يتم ترميز المعلومات الوراثية في الحمض النووي في العمليات الحيوية. واعتمادًا على التحديد الدقيق للمصطلحات المستخدمة، يمكن اعتبار البيولوجيا الجزيئية بمثابة فرع من الكيمياء الحيوية، أو الكيمياء الحيوية كأداة للتحقيق ودراسة البيولوجيا الجزيئية.
تتعامل الكيمياء الحيوية بشكل كبير مع التركيب والوظيفة والتداخلات بين مكونات الخلية والجزيئات الكبيرة مثل الدهون والكربوهيدرات والبروتينات والأحماض النووية وجزيئات حيوية أخرى. تكون بعض هذه الجزيئات كبيرة ومعقدة وتسمى البوليمرات الحيوية (biopolymers)، وهذه تتكون من وحدات متكررة متشابهة تسمى كل وحدة مونومر (Monomer). يحتوي كل جزيء من البوليمرات الحيوية على مجموعات مختلفة من الوحدات، مثلًا يعد البروتين بوليمر تتكون وحداته من مجموعة مختلفة من 20 حمض أميني أو أكثر. الكيمياء الحيوية تدرس الخصائص الكيميائية للجزيئات الحيوية الهامة مثل البروتينات وخصوصا التفاعلات التي تحفز عن طريق الإنزيمات.
الكيمياء الحيوية المتعلقة بالعمليات الأيضية داخل الخلية والمتعلقة بجهاز الغدد الصماء تمت دراستها بشكل كبير. وهناك مجالات أخرى للكيمياء الحيوية تشمل المادة الوراثية (DNA ،RNA)، ونقل المواد من خلال غشاء الخلية، ونقل الإشارات. يتم باستخدام نتائج الكيمياء الحيوية في المقام الأول في الطب، والتغذية، والزراعة. في الطب، يدرس الكيميائيون الحيويون أسباب وعلاج الأمراض. وفي مجال التغذية، يدرسون كيفية الحفاظ على الصحة والعافية ودراسة آثار نقص التغذية (أو ما يُعرف بسوء التغذية). وفي مجال الزراعة، يتقصى علماء الكيمياء الحيوية التربة والأسمدة، ويحاولون اكتشاف طرق لتحسين زراعة المحاصيل وتخزين المحاصيل ومكافحة الآفات.

## تاريخ الكيمياء الحيوية

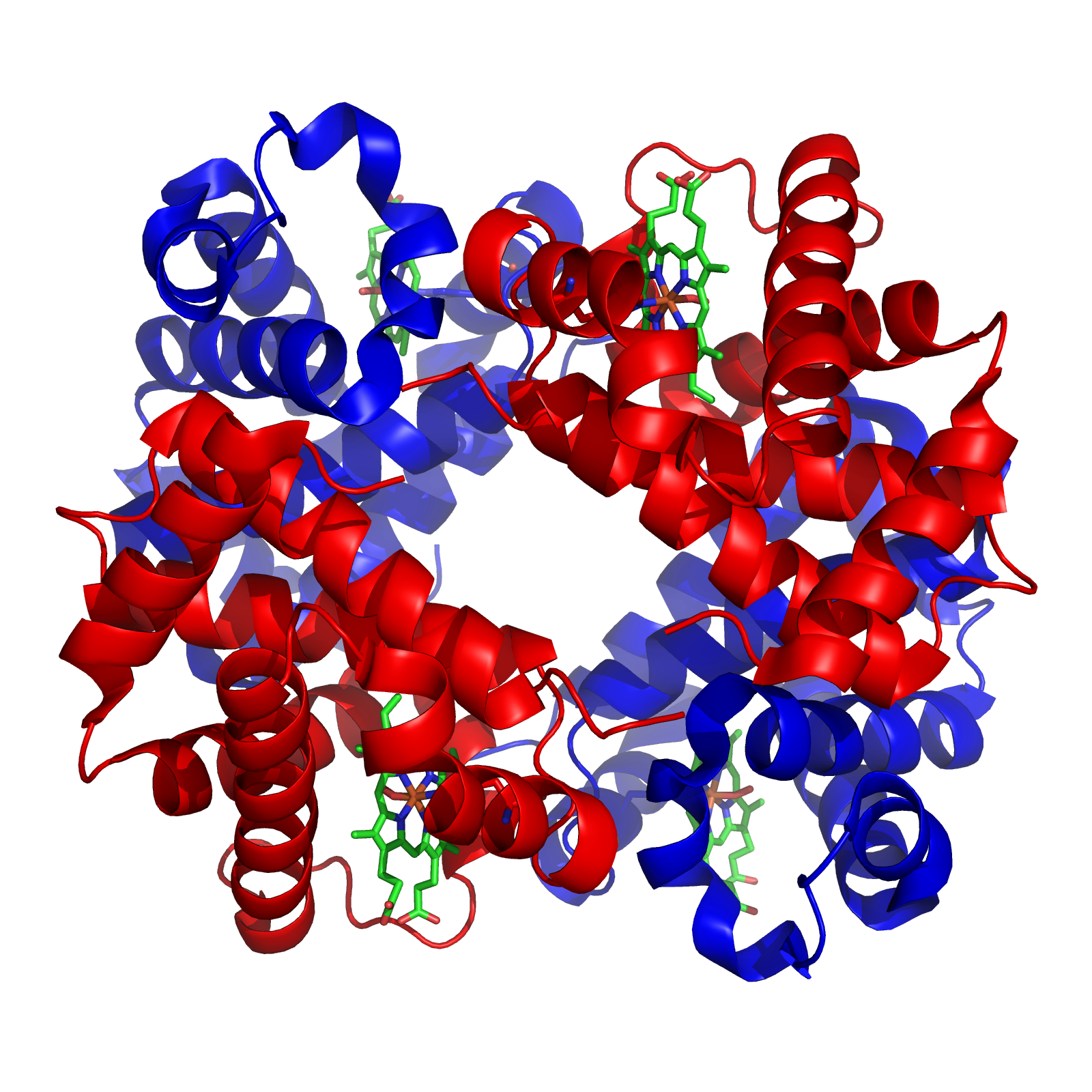
بنية الهيموجلوبين – أحد الجزيئات الحيوية الشهيرة.

يمكن أن يُنظر إلى الكيمياء الحيوية، في أوسع تعريف لها، على أنها دراسة لمكونات الكائنات الحية وتكوينها وكيفية تضافرها لتصبح حياة، ومن هذا المنطلق، قد يعود تاريخ الكيمياء الحيوية إلى الإغريق. ومع ذلك، فإن الكيمياء الحيوية كنظام علمي محدد قد بدأت في وقت ما في القرن التاسع عشر، أو في وقت مبكر قليلًا، اعتمادًا على جانب الكيمياء الحيوية الذي يتم التركيز عليه. وجادل البعض بأن بداية الكيمياء الحيوية قد تكون بدأت كعلم مع اكتشاف إنزيم الدياستيز والذي أصبح يسمى اليوم أميلاز (بالإنجليزية: Amilase) عام 1833 على يد العالم الفرنسي أنسيلم بايين (بالفرنسية: Anselme Payen). في عام 1897، قام العالم الألماني إدوارد بوخنر (بالألمانية: Eduard Buchner) بأول تجربة كيمياء حيوية معقدة خارج الخلية عندما نجح بإجراء التخمر الكحولي في خلايا مستخلصة من الخميرة. رغم أنه يظهر أن مصطلح الكيمياء الحيوية (بالإنجليزية: Biochemistry) استعمل لأول مرة في عام 1882، وقد يشير البعض إلى ان
من المتعارف عليه أن الاستعمال الرسمي لهذا المصطلح حصل عام 1903 من عالم الكيمياء الألماني كارل نوبرغ (بالألمانية: Carl Neuberg). وقبل ذلك، كان هذا المجال يسمى الكيمياء الوظيفية أو الكيمياء الفيزيولوجية (بالإنجليزية: Physiological chemistry).منذ ذلك الوقت تطور علم الكيمياء الحيوية خصوصا في منتصف القرن العشرين مع اكتشاف تقنيات جديدة أدت إلى اكتشاف العديد من الجزيئات والمسارات الأيضية المختلفة للخلية مثل الاستشراب، ودراسة البلورات بالأشعة السينية)، والتداخل المزدوج الاستقطاب، ومطيافية الرنين المغناطيسي النووي للبروتين، ووصفها بالنظائر المشعة، والمجهر الإلكتروني، ومحاكاة الديناميات الجزيئية. سمحت هذه التقنيات بالكشف والتحليل التفصيلي للعديد من الجزيئات والمسارات الأيضية للخلية، مثل تحلل الجلوكوز ودورة كريبس، وقادت لفهم الكيمياء الحيوية على المستوى الجزيئي.
كان يُعتقد في السابق أن الحياة والمواد المكونة لها مختلفة عن المكونات الموجودة في المواد غير الحية، وأن الكائنات الحية فقط هي من ينتج هذه المواد. ثم في عام 1828 م نشر فريدريك ولير (Friedrich Wöhler) ورقة عن إمكانية تصنيع مادة اليوريا، مثبتًا بذلك أن المواد العضوية يمكن إنتاجها صناعيًّا.
حدث تاريخي مهم آخر في الكيمياء الحيوية هو اكتشاف الجين ودوره في نقل المعلومات في الخلية. غالبًا ما ُيدعى هذا الجزء من الكيمياء الحيوية بعلم الأحياء الجزيئي). في خمسينيات القرن العشرين، لعب جيمس د. واتسون، وفرانسيس كريك، وروزاليند فرانكلين وموريس ويلكنز، دورًا أساسيًا في حل بنية الحمض النووي واقتراح علاقته بالانتقال الوراثي للمعلومات. وفي عام 1958، حصل جورج بيدل وإدوارد تاتوم على جائزة نوبل للعمل على الفطريات التي تظهر أن أحد الجينات ينتج إنزيم واحد (فرضية جين واحد إنزيم واحد). وفي عام 1988، كان كولن بيتشفورك أول شخص يُدان بالقتل باستخدام الحمض النووي (DNA)، مما أدى إلى نمو علم الطب الشرعي (أو ما يُعرف بعلم الصور الجنائية). وفي الآونة الأخيرة، حصل أندرو فاير) وكريغ ميلو على جائزة نوبل في الطب أو علم وظائف الأعضاءعام 2006 لاكتشاف دورتداخل الحمض النووي الريبوزي (RNAi)، في تثبيط التعبير الجيني.

## المواد البدائية: العناصر الكيميائية للحياة
حوالي 24 من أصل 94 عنصر كيميائي موجود في الطبيعة تكون مهمة للحياة. أغلب العناصر النادرة في الأرض غير مهمة للحياة (باستثناء اليود والسيلينيوم) بينما لا يتم استخدام عدد قليل منها مثل (الألمينيوم والتيتانيوم). معظم الكائنات لديها احتياجات مشتركة، لكن هناك فروق بسيطة بين الحيوانات والنباتات. مثلًا الطحالب المائية تستخدم البروم ولكن طحالب الأرض والحيوانات لا تحتاجه. كل الحيوانات تحتاج الصوديوم ولكن بعض النباتات لا تحتاجه. النباتات تحتاج البورون والسيليكون لكن الحيوانات لا تحتاجها.
فقط ستة عناصر (الكربون، الهيدروجين، الأوكسجين، النيتروجين، الكالسيوم، الفسفور) تشكل 99% من كتلة جسم الإنسان. بالإضافة لهذه الستة عناصر يحتاج الإنسان كميات صغيرة من 18 عنصر آخر.

## الجزيئات الحيوية
الفئات الأربع الرئيسة من الجزيئات في الكيمياء الحيوية هي الكربوهيدرات والدهون (أو ما تسمى بالليبيدات) والبروتينات والأحماض النووية. العديد من الجزيئات الحيوية بوليمرات، حيث أن المونومرات هي جزيئات صغيرة ترتبط مع بعضها لتكون الجزيئات الكبيرة، والتي تعرف بالبوليمرات.

### الكربوهيدرات

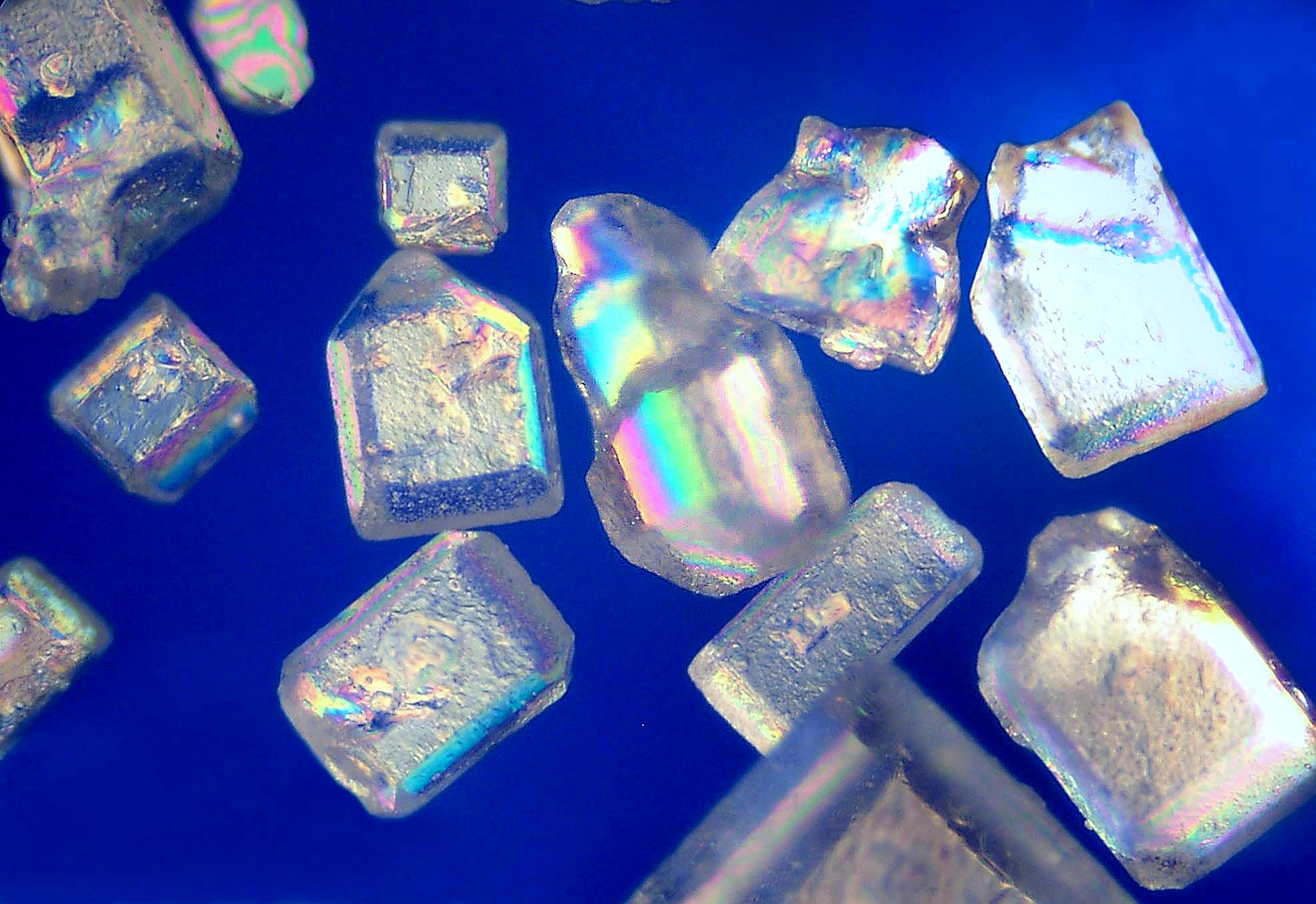
بلورات سكروز أو السكر العادي، أحد أنواع الكربوهيدرات.

الكربوهيدرات مكونة من جزيئات تسمى السكريات الأحادية مثل الجلوكوز والفركتوز. عندما يتحد جزيئان من السكريات الأحادية يخرج جزيء ماء بسبب خروج جزيئين هيدروجين وجزيء أوكسجين. كما تسمى الكربوهيدرات بمائية الكربون لأن ذرة الكربون تكون محاطة بذرات الهيدروجين والأوكسجين.

### الدهون
جزيء جليسرول مع ثلاثة جزيئات من الأحماض الدهنية. تعتبر الأحماض الدهنية في هذه الحالة هي المونومرات وقد تكون مشبعة (لا تحتوي على روابط ثنائية بين ذرات الكربون) أو غير مشبعة(تحتوي على رابطة ثنائية أو أكثر).
الدهون، وخصوصًا الدهون الفسفورية تستخدم في نواتج صيدلانية مختلفة إما كمواد مساعدة لذوبان مواد أخرى أو كحوامل للمواد."المكوكبر للدهون في الجسم
الدهون عادة تتكون من جزيء جليسرول متحد مع جزيئات أخرى. الجليسريدات الثلاثية " تتكون من جزئين
استعملت كلمة لبيد (Lipid) منذ مدة طويلة للتعبير عن مجاميع من المواد الكيميائية غير المتجانسة التي لاتذوب في الماء ولكنها تذوب في المذيبات العضوية . إن اللبيدات مشتقات أيونية أو قطبية من الهايدروكاربونات وهي مركبات ثنائية الميل لأنها تحتوي على مجموعات أيونية أو قطبية محبة للماء ومجموعات غير قطبية وغير محبة للماء ولا تنجذب له(138)64 .وهي من المكونات الغذائية المهمة لأنها غنية بالطاقة وتحتوي على الفيتامينات الذائبة في الدهون والأحماض الدهنية الأساسية ولها فوائد عديدة إذ تُعد مصدرًا من مصادر الطاقة المخزونة في الأنسجة الدهنية.

### البروتينات
البروتينات جزيئات كبيرة جدا تتكون من مونومرات تسمى الأحماض الأمينية. في الجسم هناك 20 حمض أميني، يتكون كل واحد مجموعة كربوكسيل ومجموعة أمين وسلسلة جانبية (تعرف بمجموعة R). مجموعة R هي ما تجعل كل حمض أميني يختلف عن الآخر، وخصائص هذه المجموعة تؤثر بشكل كبير على الشكل الثلاثي الأبعاد للبروتين. عندما تتحد الأحماض الأمينية يكونوا رابطة خاصة تسمى الرابطة الببتيدية عن طريق تفاعل نازع للماء، وتصبح عديدة الببتيدات.

### الأحماض النووية
الأحماض النووية هي الجزيئات التي تكون الـحامض النووي DNA، وهي مادة مهمة تستخدمها الكائنات الحية لتخزين المعلومات الوراثية. أشهر أنواع الأحماض النووية هي الحامض النووي الريبوزي منقوص الأوكسجين (deoxyribonucleic acid) والحمض النووي الريبوزي (ribonucleic acid). المونومرات التي تكونهم تسمى النيوكليوتيدات (nucleotides). أشهر هذه النيوكليوتيدات هي أدينين، جوانين، سيتوسين، ثيمين، ويوراسيل. الأدينين يرتبط مع الثيمين واليوراسيل. الثيمين يرتبط فقط مع الأدينين. السيتوسين والجوانين يرتبطون مع بعضهم فقط.

## الكربوهيدرات
وظيفة الكربوهيدرات هي تخزين الطاقة. السكريات هي كربوهيدرات، ولكن ليس كل الكربوهيدرات سكريات. توجد الكربوهيدرات على الأرض بكمية أكبر من أي مادة حيوية أخرى. وتستخدم لتخزين الطاقة والمعلومات الوراثية، وتلعب دورا هاما في التفاعل والاتصال بين الخلايا.

### السكريات الأحادية
هي أبسط شكل في الكربوهيدرات وتحتوي على كربون وهيدروجين وأوكسجين بنسبة 1:2:1. يعد السكريات الاحادية واحدا من أهم السكريات الأحادية ومثله الفركتوز المسؤول عن الطعم السكري للفواكه. بعض هذه السكريات تحتوي على مجموعة ألدهيد (CHO) وبعضها تحتوي على مجموعة كيتون(O=C). ويتم تقسيمها طبقا لعدد ذرات الكربون بها إلى:
- triosis,tetrosis,pentosis,hexosis
ثم تذكر تركيب كل منها على حدة.

### السكريات الثنائية
اثنان من السكريات الأحادية يمكن أن يرتبطا بتفاعل نازع للماء (dehydration synthesis) حيث يتم إزالة ذرة هيدروجين في نهاية أحد الجزيئين وجزيء هيدروكسيل من الجزيء الآخر ويتم ازالتهم على شكل جزيء ماء. والجزيء الناتج من ارتباط سكرين أحاديين يسمى سكرا ثنائيا. ويمكن عكس هذا التفاعل باستخدام جزيء ماء لفصل السكر الثنائي. أكثر السكريات الثنائية شهرة هو السكروز (سكر المائدة) ويتكون من جزيء جلوكوز وجزيء فركتوز مرتبطين معا. مثال آخر هو اللاكتوز ويتكون من جزيء جلوكوز وجزيء جالاكتوز.

### السكريات قليلة التعدد والسكريات العديدة
عندما تتحد جزيئات سكر أحادية قليلة (من 3 إلى 6) مع بعضها تسمى سكريات قليلة التعدد (Oligosaccharides). وعندما تتحد جزيئات سكر أحادية كثيرة مع بعضها تسمى سكريات عديدة (polysaccharides). وقد تكون مرتبطة على شكل خط مستقيم أو قد تكون متشعبة. أشهر اثنان من السكريات العديدة هما السليولوز والجلاكوجين، والاثنان يتكونان من جزيئات جلوكوز متحدة مع بعضها.
- السيليولوز ينتج من قبل النباتات وهو مكون أساسي من مكونات جدار الخلية، الإنسان لا يستطيع إنتاجه أو هضمه.
- أما الجلاكوجين هو سكر حيواني، يستخدمه الإنسان والحيوان كمخزن للطاقة.

### استخدام الكربوهيدرات كمصدر للطاقة
الجلوكوز هو مصدر الطاقة الرئيس. السكريات العديدة يتم تكسيرها في الجسم إلى وحدات من السكريات الأحادية.
- تحلل الجلوكوز اللاهوائي (anaerobic Glycolysis)

يتم التمثيل الغذائي للجلوكوز بطريقة من عشر خطوات تسمى تحلل الجلوكوز (Glycolysis). النتيجة تكون تكسير جزيء واحد من الجلوكوز إلى جزيئين من حمض البيروفيك، وينتج أيضا جزيئين من مركب (ATP) وهو مصدر الطاقة للخلية، وينتج أيضا جزيئين من مادة مُختزِلة هي (NADPH). وهذه العملية لا تتطلب وجود أوكسجين.
- تحلل الجلوكوز الهوائي (aerobic glycolysis)

في الخلايا التي تحتوي كمية كافية من الأوكسجين مثل أغلب خلايا الإنسان. وفي هذه الطريقة يتم استخدام الأوكسجين لغرض تمثيل الجلوكوز. بعد سلسلة من التفاعلات الكيميائية تكون المحصلة إنتاج 32 جزيء من مادة (ATP) لكل جزيء جلوكوز. وهذه الطريقة توفر طاقة للجسم أعلى من التمثيل اللاهوائي للجلوكوز.
- عملية تصنيع الجلوكوز (Gluconeogenesis)

هي عملية تصنيع الجلوكوز من مصادر غير سكرية وتتم في الكبد. وتتم في حالات الصيام أو المجاعات عندما يكون الجلوكوز الداخل إلى الجسم قليل. الجلوكوز الذي تكون يمكن استخدامه في إنتاج الطاقة أو تخزينه على شكل جلايكوجين، وفي النباتات يخزن على شكل نشا، ويمكن أن يدخل في تركيب سكريات ثنائية أو عديدة.

## البروتينات

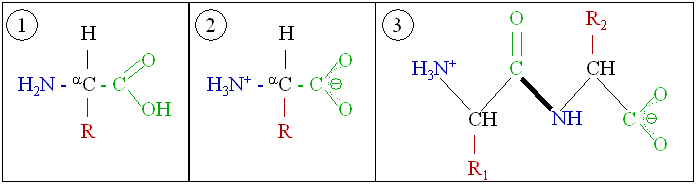
الأحماض الأمينية العامة (1) في شكل محايد، (2) كما توجد فسيولوجيًا، و(3) متحدة على شكل ثنائي الببتيد.

مثل الكربوهيدرات، تؤدي البروتينات أدوارا تركيبية. على سبيل المثال حركة البروتينين (الأكتين والميوسين) تؤدي إلى حركة العضلات الهيكلية. أهم أنواع البروتينات هي الإنزيمات. هذه الإنزيمات تتعرف على مواد تتفاعل مع بعضها وتقوم بتسريع التفاعل بينهم. الإنزيمات تسرع التفاعل بمعدل 1011 أو أكثر حيث أن التفاعل الذي قد يحتاج 3000 عام ليكتمل تلقائيًّا قد يحتاج لأقل من ثانية في وجود الإنزيمات. الإنزيم نفسه لا يستهلك في التفاعل ويكون حرًّا حتى يُحدث نفس التفاعل بمواد جديدة. باستخدام بعض المعادلات يمكن التحكم في نشاط الإنزيمات.
البروتينات هي سلسلة من الأحماض الأمينية. الحمض الأميني يتكون من ذرة كربون مرتبطة بأربع مجموعات. واحدة منهم هي مجموعة الأمين (NH2). وواحدة هي مجموعة الكربوكسيل (COOH). الثالثة هي ذرة هيدروجين. والرابعة يرمز لها بـ (R) وهي تختلف من حمض أميني لآخر. هناك عشرين حمض أميني. بعضها لها وظائف بنفسها مثل الجلوتامات حيث أنه ناقل عصبي.
الأحماض الأمينية يمكن أن ترتبط ببعضها عن طريق الرابطة الببتيدية. ويتم ذلك عن طريق تفاعل طارد للماء حيث يتم إزالة جزيء ماء والرابطة الببتيدية تربط ذرة نيتروجين في الموجودة في أحد الأحماض الأمينية في مجموعة الأمين بذرة الكربون في مجموعة الكربوكسيل في الحمض الأميني الآخر. والجزيء الناتج يسمى ثنائي الببتيد.
يمكن وصف تركيب البروتينات بأربع مستويات. التركيب الأولي، حيث يكون البروتين مكون من سلسلة خطية من الأحماض الأمينية. التركيب الثنائي، يكون البروتين ملتف حول نفسه إما على شكل حلزون ألفا (α-helix) أو صحيفة بيتا(β-sheet). التركيب الثلاثي، وهو الشكل الثلاثي الأبعاد للبروتين. التركيب الرباعي، هو تركيب البروتين المكون من عدة وحدات ببتيدية.
البروتينات التي تستهلك في الغذاء يتم تكسيرها إلى أحماض أمينية أو ثنائي الببتيد في الأمعاء الدقيقة, ثم يتم امتصاصها. ويمكن أن تتحد بعد ذلك لتكوين بروتين جديد. يمكن للنباتات والبكتيريا أن تصنع كل العشرين حمض أميني، بينما الإنسان والحيوان يمكنهم تصنيع نصفها فقط. لذلك هناك أحماض أمينية تسمى الضرورية وهي التي لا يمكن تصنيعها داخل الجسم، والغير ضرورية وهي التي يمكن تصنيعها.

## الدهون
معظم الدهون لديها بعض الخصائص القطبية بجانب كونها غير قطبية بشكل كبير. بشكل عام تركيبها العام غير قطبي أو كاره للماء (hydrophobic), بمعنى أنه لا يتفاعل مع المذيبات القطبية مثل الماء. جزء آخر من تركيبها هو الجزء المحب للماء (hydrophilic) ويكون له القابلية للارتباط بالمذيبات القطبية. مما يجعل جزيء الدهون محب وكاره للماء في نفس الوقت (amphiphilic).
الدهون جزء مهم من غذائنا اليومي. أغلب الزيوت ومشتقات الحليب التي نستخدمها للطبخ والأكل مثل الزبدة والجبنة تتكون من دهون. الزيوت النباتية غنية بالدهون العديدة الغير مشبعة. الدهون في الجسم يتم تكسيرها إلى أحماض دهنية وجليسرول وهي آخر نواتج لعملية الهضم.

## الأحماض النووية
الحامض النووي هو جزيء كبير، معقد، وزنه الجزيئي عال، تتكون من سلسلة من النيوكليوتيدات ويحمل الصفات الوراثية. أكثر أنواع الأحماض النووية شيوعًا هي الحامض النووي الريبوزي منقوص الأوكسجين (DNA) والحامض النووي الريبوزي (RNA). الأحماض النووية توجد في كل الخلايا الحية والفيروسات. بجانب كونها المادة الوراثية للخلية، فإنها تلعب دورًا في كونها تعتبر مراسلًا ثانيًا، كما أنها تشكل قاعدة جزيء مادة (ATP) وهي مصدر الطاقة لكل الكائنات الحية.
الأحماض النووية سميت بهذا الاسم بسبب وجودها داخل نواة الخلية. والمونومرات المكونة لها تسمى نيوكليوتيدات وكل نيوكليوتيدة تتكون من ثلاثة أجزاء: قاعدة نيتروجينية (إما بيورين أو بيريميدين)، وسكر خماسي، ومجموعة فسفور. النيوكليوتيدات تختلف عن بعضها في نوع السكر وفي نوع القاعدة النيتروجينية.

## علاقة الكيمياء الحيوية بغيرها من العلوم الحيوية المختصة بالجزيئات
الباحثون في مجال الكيمياء الحيوية يستخدمون تقنيات متعلقة بالكيمياء الحيوية لكنهم يدمجونها بنحو متزايد بتقنيات من علم الوراثة، والأحياء الجزيئية، والأحياء الفيزيائية. لا يوجد فرق كبير بين هذه التخصصات من ناحية المحتوى والتقنيات المستخدمة. واليوم بالكاد نفرق بين مصطلح الكيمياء الحيوية والأحياء الجزيئية.
- الكيمياء الحيوية: هي علم دراسة المواد الكيميائية والعمليات الحيوية داخل جسم الكائن الحي. وتركز على تركيب ووظيفة الجزيء الحيوي.
- علم الوراثة: دراسة أثر الاختلافات الوراثية على الكائنات الحية. ويستدل على الاختلافات بغياب مادة طبيعية من جسم الكائن الحي.
- الأحياء الجزيئية: علم يدرس الأسس التي تقوم عليها عمليات التكرار والنسخ والترجمة للمادة الوراثية.

## وصلات خارجية
- الكيمياء الحيوية للجميع. (بالعربية)
- المكتبة الافتراضية للكيمياء الحيوية وعلم الأحياء الخلوي. (بالإنجليزية)
- الكيمياء الحيوية، الطبعة الخامسة، حقوق النشر للمركز الوطني لمعلومات التقانة الحيوية. (بالإنجليزية)
- كيمياء حيوية (الدورية العلمية). (بالإنجليزية)